# Meurtre à huis clos
Pour plus de détails, voir Fiche technique et Distribution.
Meurtre à huis clos (本陣殺人事件, Honjin satsujin jiken) est un film japonais réalisé par Yōichi Takabayashi, sorti en 1975.

## Synopsis
Un détective enquête sur l'apparent double suicide d'une homme et d'une femme après leur mariage.

## Fiche technique
- Titre : Meurtre à huis clos[1]
- Titre original : 本陣殺人事件 (Honjin satsujin jiken?)
- Réalisation : Yōichi Takabayashi
- Scénario : Yōichi Takabayashi d'après le roman Le Meurtre dans le Honjin de Seishi Yokomizo
- Musique : Nobuhiko Ōbayashi
- Photographie : Fujio Morita (ja)
- Décors : Yoshinobu Nishioka (ja)
- Montage : Toshio Taniguchi (ja)
- Société de production : Art Theatre Guild
- Pays de production :  Japon
- Langue originale : japonais
- Format : couleur — 2,35:1 — 35 mm
- Genre : Drame et horreur
- Durée : 106 minutes[2]
- Dates de sortie : 
  - Japon : 27 septembre 1975[2]

## Distribution
- Akira Nakao (ja) : Kōsuke Kindaichi
- Junko Takazawa (ja) : Suzuko Ichiyanagi
- Takahiro Tamura : Kenzō Ichiyanagi
- Akira Nitta : Saburō Ichiyanagi
- Ryūko Azuma (ja)
- Yūtarō Ban (ja)
- Yūki Mizuhara (ja)
- Sue Mitobe (ja)
- Kanae Kobayashi (ja)
- Yūdai Ishiyama (ja)
- Seishirō Hara (ja) : chef de village
- Fujio Tokita (ja) : l'homme aux trois doigts

## Distinctions
Le film a été présenté en sélection officielle en compétition lors de Berlinale 1976,.